# Bufotes balearicus
Bufotes balearicus е вид земноводно от семейство Крастави жаби (Bufonidae).

## Разпространение
Видът е разпространен в Италия и островите на запад в Средиземно море.